# Dolok Sordang
Dolok Sordang is een bestuurslaag in het regentschap Tapanuli Selatan van de provincie Noord-Sumatra, Indonesië. Dolok Sordang telt 481 inwoners (volkstelling 2010).